# Cantius frugivorus
Cantius frugivorus és una espècie extinta de primat de la família dels notàrctids que visqué a Nord-amèrica durant l'Eocè, fa entre 50,3 i 55,8 milions d'anys. Se n'han trobat restes fòssils a Colorado, Dakota del Nord, Nou Mèxic i Wyoming (Estats Units). Era més petit que els seus avantpassats. Tenia una fórmula dental de {\displaystyle {\tfrac {2.1.4.3}{2.1.4.3}}}, amb les dents incisives petites i verticals i les dents canines prominents. La símfisi mandibular no estava fusionada. Probablement era un animal diürn. Pesava una mitjana de 2,8 kg. El seu nom específic, frugivorus, significa 'frugívor' en llatí.